# Alberto Hidalgo Silva
Alberto Hidalgo Silva (Santiago, Chile, 7 de agosto de 1953) es un exfutbolista chileno. Jugó de delantero en varios clubes chilenos y también integró la selección de su país natal. 

## Trayectoria
Nacido en el barrio Pila se crio en La Granja, iniciándose en el fútbol en el club Olímpico de Chile de la población San Gregorio, equipo desde el cual, en 1967, fue llevado a la segunda infantil del club Ferroviarios donde se desempeñó como centrodelantero.
Debutó profesionalmente en Ferroviarios aun siendo juvenil, en el año 1970, pasando al siguiente año a formar parte del plantel titular, donde fue ubicado como puntero derecho, siendo el año 1972 goleador de la Primera B. 
Su buena campaña le valió ser transferido en 1973 a Palestino, club en el cual jugó hasta 1977, obteniendo en 1975 y 1977 el título de campeón en torneo Copa Chile. 
El año 1978 fue transferido a Colo Colo, club en el que ingresó como titular en 15 partidos, convirtiendo 7 goles. 
En 1979 fue cedido a préstamo a Santiago Morning, al siguiente año debido a un accidente automovilístico quedó con secuelas que lo hicieron abandonar la práctica activa. (Aquí hay un error, el accidente que sufrió fue el año 1978, mientras jugaba en Colo Colo, donde tenía un contrato por 5 años. Debido a las secuelas de ese accidente no puede volver a jugar, y al año siguiente Colo Colo lo autoriza, a petición de él, a jugar en Santiago Morning en Segunda Dividion de la época. Allí sólo juega dos partidos, y por esas secuelas, no puede volver a jugar nunca más)

## Selección nacional
Fue internacional con la Selección de fútbol de Chile entre los años 1975 y 1977, registrando en su estadística cinco partidos jugados, entre ellos dos partidos contra la Selección de Uruguay en la disputa de la Copa Juan Pinto Durán. A su haber tiene dos goles convertidos por la selección. 

### Partidos internacionales
| Partidos internacionales | Partidos internacionales | Partidos internacionales                | Partidos internacionales | Partidos internacionales | Partidos internacionales | Partidos internacionales | Partidos internacionales | Partidos internacionales | Partidos internacionales   |
| N.º                      | Fecha                    | Estadio                                 | Local                    | Resultado                | Visitante                | Goles                    | Asistencias              | DT                       | Competición                |
| ------------------------ | ------------------------ | --------------------------------------- | ------------------------ | ------------------------ | ------------------------ | ------------------------ | ------------------------ | ------------------------ | -------------------------- |
| 1                        | 4 de junio de 1975       | Estadio Centenario, Montevideo, Uruguay | Uruguay                  | 1-0                      | Chile                    |                          |                          | Pedro Morales            | Copa Juan Pinto Durán 1975 |
| 2                        | 25 de junio de 1975      | Estadio Santa Laura, Santiago, Chile    | Chile                    | 1-3                      | Uruguay                  |                          |                          | Pedro Morales            | Copa Juan Pinto Durán 1975 |
| Total                    | Total                    | Total                                   | Presencias               | 2                        | Goles                    | 0                        |                          |                          |                            |

| Selección chilena | Selección chilena | Selección chilena |
| Año               | Partidos          | Goles             |
| ----------------- | ----------------- | ----------------- |
| 1975              | 2                 | 0                 |
| Total             | 3                 | 0                 |

## Estadísticas

### Clubes
| Club             | País  | Año       |
| ---------------- | ----- | --------- |
| Ferroviarios     | Chile | 1970-1972 |
| Palestino        | Chile | 1973-1977 |
| Colo-Colo        | Chile | 1978      |
| Santiago Morning | Chile | 1979-1980 |

## Palmarés

### Campeonatos nacionales
| Título     | Club      | País  | Año  |
| ---------- | --------- | ----- | ---- |
| Copa Chile | Palestino | Chile | 1975 |
| Copa Chile | Palestino | Chile | 1977 |

### Distinciones individuales
| Distinción                        | Año  |
| --------------------------------- | ---- |
| Goleador de la Primera B de Chile | 1972 |
| Goleador de la Copa Chile         | 1975 |